# Powers Boothe

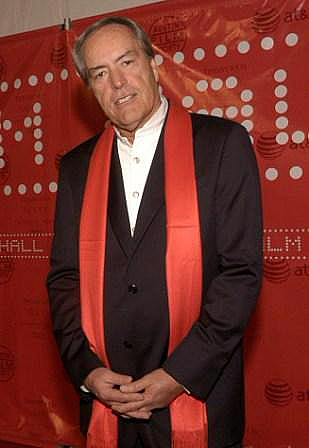
Powers Boothe (2005)

Powers Allen Boothe (* 1. Juni 1948 in Snyder, Texas; † 14. Mai 2017 in Los Angeles, Kalifornien) war ein US-amerikanischer Schauspieler.

## Leben und Leistungen
Powers Boothe debütierte 1969 mit einer kleinen Nebenrolle im Film Zwei Banditen. Er wurde 1980 dank der Hauptrolle im Fernsehfilm Das Guyana-Massaker (Guyana Tragedy: The Story Of Jim Jones), der eine authentische Tragödie der Mitglieder der Sekte um Jim Jones darstellte, bekannt. Für diesen Film bekam er einen Emmy. Diesen Preis holte er persönlich ab, obwohl die Screen Actors Guild zum Boykott der Veranstaltung aufgerufen hatte.
Boothe spielte unter anderen in den Filmen Die rote Flut, Ausgelöscht, Nixon, Dämonisch, Men of Honor, Sin City, U-Turn – Kein Weg zurück und Die letzten Amerikaner.
Boothe war als Saloonbetreiber Cy Tolliver in der preisgekrönten HBO-Serie Deadwood sowie als US-Vizepräsident Noah Daniels in der Erfolgsserie 24 zu sehen. Zuletzt spielte er 2015 und 2016 in elf Folgen der Serie Marvel’s Agents of S.H.I.E.L.D. mit. Sein Schaffen umfasst mehr als 69 Film- und Fernsehproduktionen.
Boothe war seit 1968 mit Pam Cole verheiratet und hatte zwei Kinder, darunter die 1983 geborene Tochter Parisse Boothe, die als Schauspielerin arbeitet. Im Jahr 2008 unterstützte er die Präsidentschaftskampagne von John McCain mit einem Werbespot.
Powers Boothe starb am 14. Mai 2017 68-jährig im Schlaf.

## Auszeichnungen
Powers Boothe erhielt 1980 den Emmy Award als bester Hauptdarsteller in einer Limited Series or Movie für seine Rolle des Jim Jones in Das Guyana-Massaker. 2006 bekam er den Golden Boot Award. Zudem wurde er mehrfach nominiert, darunter 2012 für den Satellite Award als bester Nebendarsteller in der Fernsehserie Nashville, zweimal für den Screen Actors Guild Award (1996 für Nixon und 2007 für Deadwood), zweimal für den CableACE Award und zweimal für den Gold Derby Award.

## Filmografie (Auswahl)
- 1969: Zwei Banditen (Butch Cassidy and the Sundance Kid)
- 1977: Der Untermieter (The Goodbye Girl)
- 1980: Cruising
- 1980: Das Guyana-Massaker (Guyana Tragedy: The Story of Jim Jones)
- 1981: Die letzten Amerikaner (Southern Comfort)
- 1983–1984: Philip Marlowe, Private Eye (Fernsehserie)
- 1984: Die rote Flut (Red Dawn)
- 1984: Die Brut des Adlers (A Breed Apart)
- 1985: Der Smaragdwald (The Emerald Forest)
- 1987: Ausgelöscht (Extreme Prejudice)
- 1988: Sapphire Man
- 1989: Stalingrad
- 1990: Condition Red (By Dawn’s Early Light)
- 1990: Spionenbande (Family of Spies)
- 1992: Rapid Fire – Unbewaffnet und extrem gefährlich (Rapid Fire)
- 1993: Tombstone
- 1994: Operation Blue Sky (Blue Sky)
- 1995: Nixon
- 1995: Sudden Death
- 1996: Dalva
- 1997: U-Turn – Kein Weg zurück (U-Turn)
- 1997: Con Air
- 1998: Spree (The Spree)
- 1999: Jeanne d’Arc – Die Frau des Jahrtausends (Joan of Arc)
- 2000: Men of Honor
- 2001: Attila – Der Hunne (Attila)
- 2001: Dämonisch (Frailty)
- 2002–2006: Die Liga der Gerechten (Justice League, Fernsehserie)
- 2003: Du stirbst nur zweimal (Second Nature)
- 2004–2006: Deadwood (Fernsehserie)
- 2005: Sin City
- 2007–2008: 24 (Fernsehserie)
- 2007: The Final Season – Daran wirst du dich immer erinnern (The Final Season)
- 2008: 24: Redemption (Fernsehfilm)
- 2010: MacGruber
- 2012: Marvel’s The Avengers
- 2012: Guns and Girls (Guns, Girls and Gambling)
- 2012: Hatfields & McCoys (Miniserie)
- 2012–2014: Nashville (Fernsehserie, 22 Episoden)
- 2014: Sin City 2: A Dame to Kill For (Sin City: A Dame to Kill For)
- 2015–2016: Marvel’s Agents of S.H.I.E.L.D. (Fernsehserie, 11 Episoden)

## Sprecherrollen
- 2005: Area 51 (Video- und Computerspiel, Stimme als Major Bridges)
- 2008: Turok (Video- und Computerspiel, Stimme als Roland Kane)
- 2012: Hitman: Absolution (Video- und Computerspiel, Stimme als Benjamin Travis)